# Aconitum phyllostegium
Aconitum phyllostegium är en ranunkelväxtart som beskrevs av Hand.-mazz.. Aconitum phyllostegium ingår i släktet stormhattar, och familjen ranunkelväxter. Utöver nominatformen finns också underarten A. p. pilosum.